# Almanach de Brioude
L'Almanach de Brioude est une société savante, créée en 1920, acteur de la vie culturelle à Brioude (Haute-Loire) et dans son arrondissement. Elle publie chaque année un bulletin, l’Almanach de Brioude, qui rassemble des articles sur l’histoire, l’archéologie, les arts, l'économie, la vie sociale du Brivadois. Des ouvrages d’histoire locale sont également régulièrement publiés. L'association est forte de 500 adhérents.
En tant que société savante lié à l'histoire, L'Almanach de Brioude est affilié au Comité des travaux historiques et scientifiques.

## Liste des présidents
| Identité                              | Période | Période | Durée  |
| Identité                              | Début   | Fin     | Durée  |
| ------------------------------------- | ------- | ------- | ------ |
| Émile Grenier (d) (1848 - 1922)       | 1920    | 1922    | 2 ans  |
| Antoine Bertrand (d) (1853 - 1935)    | 1923    | 1932    | 9 ans  |
| Aimé Brunereau (d) (1873 - 1953)      | 1932    | 1941    | 9 ans  |
| Auguste Casati (d) (1882 - 1950)      | 1941    | 1950    | 9 ans  |
| Jean Casati (d) (1911 - 2002)         | 1950    | 1998    | 48 ans |
| Gustave Héraud (d) (1915 - 2011)      | 1998    | 2005    | 7 ans  |
| Claude Astor (d) (1929 - 2018)        | 2005    | 2018    | 13 ans |
| Jean-Jacques Faucher (d) (né en 1944) | 2018    |         |        |

## Activités
L'association tient une permanence et accueille les visiteurs au 2ème étage de la « Maison de Mandrin » à Brioude. Elle accueille des colloques et organise des expositions.

### Publications
L'association publie une revue :
- Almanach de Brioude et de son arrondissement : organe de la Société d'études archéologiques, historiques et littéraires de la région de Brioude. Aurillac : Société de l'almanach de Brioude, 1920 - en cours (ISSN 1146-7436). Reproduction numérique  (ISSN 2534-2037) : lire en ligne sur Gallica.

Elle publie aussi des livres, dont la collection Les Dossiers de l'Almanach, ou encore des actes de colloques.
Ont notamment été publiés : Philippe Arbos, Marcel Arland, Marcel Aubert, Marcel Baudot, Louis Bréhier, Anne Courtillé, Pierre Cubizolles, Godfried Danneels, Maurice Fombeure, Pierre-François Fournier, Lucien Gachon, Pierre-Roger Gaussin, Roger Gounot, Christian Guth, Jean Merley, Jean Roux, Benoît Vidal, Alphonse Vinatié, etc.